# Manfred Rulffs
Manfred Rulffs (né le 6 mars 1935 à Kiel et mort le 15 janvier 2007 à Ratzebourg) est un rameur allemand. Il participe aux Jeux olympiques d'été de 1960 en représentant l'Équipe unifiée d'Allemagne dans l'épreuve du huit et remporte le titre.

## Palmarès

### Jeux olympiques
- Jeux olympiques de 1960 à Rome,  Italie
  -  Médaille d'or (huit)[1].

### Championnats d'Europe
- Championnats d'Europe d'aviron 1959
  -  Médaille d'or en huit